# Jussi Aalto (calciatore)
Jussi Aalto (Rauma, 28 luglio 1983) è un ex calciatore finlandese, di ruolo attaccante.

## Palmarès

### Club

#### Competizioni nazionali
- Liigacup: 1

SJK: 2014

### Individuale
- Capocannoniere dell'Ykkönen: 1

2013 (13 reti)